# El ídolo de Acapulco
Fun in Acapulco, conocida en castellano con los títulos de El ídolo de Acapulco (en España) o Diversión en Acapulco (en Hispanoamérica), es el título de una película de 1963, protagonizada por Elvis Presley, y dirigida por Richard Thorpe,  que se volvían a unir tras el éxito de El rock de la cárcel, de 1957.
Elvis nunca estuvo en Acapulco para filmar esta película y ni siquiera pisó México. Las locaciones e imágenes fueron fotomontajes en otras locaciones creadas gracias a la actriz Katy Jurado, a quien se le pidió ayuda para la realización de esta película. Katy Jurado trabajaría con Elvis en la película Stay, Away Joe, de 1967. 
De hecho Elvis rara vez salió de los  Estados Unidos, siendo uno de los principales motivos el hecho de que su representante, el "Coronel" Tom Parker en realidad era un neerlandés que vivía ilegalmente en Estados Unidos, y tenía miedo de no poder volver.

## Sinopsis
Mickey Windgren (Elvis), es un trapecista que tiene temor a las alturas por culpa de un desgraciado accidente, comienza a trabajar en un hotel de Acapulco como cantante y a la vez como guardavidas, gracias a la ayuda que un joven muchacho mexicano de nombre Raúl le brinda.
Los problemas para Mike comienzan cuando el guardavidas anterior, que además es un campeón de buceo, se molesta por robarle no solo horas de trabajo sino también a su interés amoroso. Mike comienza entonces a recuperarse de su estrés postraumático debido a un accidente cuando trabajaba como trapecista, y se anima a competir con su rival, desafiándose a sí mismo en ejecutar un salto al mar desde los acantilados de La Quebrada. Luego de que Mike efectuase el clavado con éxito frente a cientos de personas, se gana el respeto de los demás guardavidas.
Luego de ser recibido con ovaciones, Mike canta para la multitud a modo de cierre, la canción Guadalajara.

## Controversias
Los exteriores filmados en Acapulco tuvieron lugar en enero de 1963. Para  dichas escenas en México, se utilizó un doble de Elvis, mientras que éste comenzaría a filmar dentro de los estudios Paramount de Los Ángeles en marzo de ese mismo año. 
Por ese entonces se había corrido una noticia falsa acerca de que Elvis no podía ingresar a México por ser persona no grata, debido a que durante una supuesta visita de Elvis a Tijuana había comentado acerca de que "no se preocuparía por visitar México, un país que lo encontraba desagradable", y que "él prefería besar a tres mujeres afroamericanas que a una mexicana"  Esa noticia amarillista fue difundida por el columnista Federico de León en el diario  Excélsior de México sin tomar en cuenta que Elvis jamás había viajado antes Tijuana ni tampoco lo haría después. Sin embargo, la noticia falsa había sido una invención de Ernesto Peralta Uruchurtu un político regente de la Ciudad de México en ese entonces. 
El problema se suscitó cuando Uruchurtu envió a la oficina de Elvis en Los Ángeles un cheque bancario  a comienzos de 1957, a cambio de que Elvis acudiera al 15 cumpleaños de la hija de un poderoso magnate de los medios, en el cual Elvis cantaría en la mitad del mismo. La invitación no fue consentida y el cheque se envió de regreso a pesar de que el magnate había ya comenzado a publicar en los medios que Elvis asistiría a la fiesta de cumpleaños de su hija. La noticia falsa acerca de los comentarios de Elvis en esa entrevista de Tijuana, fueron plantados como una forma de venganza y a la vez para explicar por qué Elvis no había viajado a México. Esos incidentes se publicaron en el libro "Rey Criollo" de Parménides García Saldaña y en el libro de Eric Zolon  Refried Elvis: The Rise of the Mexican Counterculture 
El verdadero motivo por el cual Elvis no viajó para filmar en México fue el problema migratorio que tenía su mánager Tom Parker, motivo por el cual Elvis tampoco consiguió poder ir de gira a países de Europa y Asia. 

## Reparto
- Elvis Presley como Mike Windgren.
- Ursula Andress como Marguerita Dauphin.
- Elsa Cárdenas como Dolores Gómez.
- Paul Lukas como Maximillian Dauphin.
- Larry Domasin como Raoul Almeido.
- Alejandro Rey como Moreno.
- Robert Carricart como José García.
- Teri Hope Janie Harkins.
- Genaro Gómez como un giardaespaldas
- Red West como Poolside Guest
- Teri Garr (extra)
- Tony Terran como trompetista de la banda